# فوکر وی.۸
فوکر وی. ۸ (انگلیسی: Fokker V.۸) یک هواپیمای ساخت فوکر است.